# 島津彰久
島津 彰久（しまづ てるひさ）は、安土桃山時代の武将。島津氏の支族で島津宗家の家臣。垂水家の祖とされる。
永禄10年（1567年）、島津以久（後に日向国佐土原藩初代藩主）の長男として誕生する。
天正12年（1584年）の沖田畷の戦いなどで軍功を挙げる。天正15年（1587年）6月、島津義久が上洛した際にその供をし、そのまま父・以久の人質として数年間を京で過ごした。薩摩国に帰還後は清水城に在城した。
文禄元年（1592年）の文禄・慶長の役は、本家・島津忠恒に従い朝鮮へ渡海するが、文禄4年（1595年）に当地の唐島（巨済島）で病により陣没した。家臣・安田次郎兵衛が殉死している。また、彰久の病死により川上忠実が軍代となった。